# 辛安镇镇
辛安镇镇，是中华人民共和国河北省邯郸市肥乡区下辖的一个乡镇级行政单位，位于肥乡、邯郸、永年三县交界处。总面积45.03平方千米。

## 历史沿革
1953年，建辛安镇。1961年，建辛安镇公社。1984年，复置辛安镇乡。
2013年，河北省民政厅批复同意撤销辛安镇乡，设立辛安镇镇，镇人民政府驻辛安镇村南环路1号。

## 行政区划
辛安镇镇下辖以下地区：
辛安镇村、小漳堡村、潘寨村、西杨庄村、范庄村、西贾北堡村、东贾北堡村、失驾堡村、东杜堡村、西杜堡村、小康堡村、史庄村、前赵云堡村、后赵云堡村、前贾庄村、后贾庄村、北河堡村、西南庄村、前白落堡村、中白落堡村、后白落堡村、孟宋庄村、孟郭庄村、孟陶庄村和孟张庄村。